# Arisba (Lesbos)
Arisba (en griego, Ἀρίσβα) era una antigua ciudad griega de la isla de Lesbos.
Tanto Heródoto como Estrabón mencionan que se trata de una ciudad que fue sometida por su vecina Metimna, la cual controlaba su territorio.
Se ha sugerido que podría haberse localizado en unos restos que hay cerca de la población actual de Kalloni.